# 筧文夫
筧 文夫（かけい ふみお、1952年6月23日 - ）は、大分県出身の元プロ野球選手（外野手）。

## 来歴・人物
中津工業高から福岡工業大学に進学。福岡六大学野球リーグでベストナイン2回、敢闘賞1回。典型的な中距離打者で3割7分1厘の高打率（二塁打24、三塁打5、本塁打6）をマーク。最大の魅力は、盗塁数75個を誇る脚力。
1974年にドラフト外で日本ハムファイターズに入団。
一軍公式戦の出場がいまま、1978年に現役を引退。

## 詳細情報

### 年度別打撃成績
- 一軍公式戦出場無し

### 背番号
- 50 （1975 - 1978年）